# Фиджийский язык
Фиджи́йский (восточнофиджи́йский) язы́к — язык фиджийцев, распространён на островах Фиджи. Относится к океанийским языкам австронезийских языков, близок полинезийским языкам, однако не входит в их состав. Фиджийский язык является родным для 350 000 человек, ещё 200 000 знают его в качестве второго языка. Конституция 2013 года официально называет язык «итаукей» (iTaukei), в ней он получил официальный статус наряду с английским и хинди.
Стандартный фиджийский основан на восточнофиджийском диалекте мбау.

## Лингвогеография и современное положение

### Диалекты
Выделяются четыре нерегиональных варианта фиджийского языка:
- меке (англ. Meke Fijian, традиционный язык поэзии и песен);
- стандартный фиджийский (язык дипломатии и торговли);
- разговорный фиджийский (повседневный язык);
- высокий фиджийский (англ. Old High Fijian), разработанный европейскими миссионерами[2].

Помимо этого существует около 300 территориальных диалектов, которые объединяются в два главных диалекта фиджийского языка: восточный и западный.

## Фиджийская Википедия
Существует раздел Википедии на фиджийском языке («Фиджийская Википедия»). По состоянию на 10:33 (UTC) 16 июля 2025 года раздел содержит 1582 статьи (общее число страниц — 4270); в нём зарегистрировано 10 159 участников, один из них имеет статус администратора; 11 участников совершили какие-либо действия за последние 30 дней; общее число правок за время существования раздела составляет 37 654.

## Письменность
Фиджийский алфавит основан на латинском алфавите.
Фиджийский алфавит состоит из следующих букв:
A B C D E F G I J K L M N O P Q R S T U V W Y
a b c d e f g i j k l m n o p q r s t u v w y
Между согласными фонемами и обозначающими их буквами существует взаимно однозначное соответствие:
| - b = [ᵐb] - c = [ð] - d = [ⁿd] - f = [f] - g = [ŋ] - j = [x] - k = [k] - l = [l] - m = [m] | - n = [n] - p = [p] - q = [ᵑɡ] - r = [r] - s = [s] - t = [t] - v = [β] - w = [w] - y = [j] |

Основные особенности фиджийской графики: буква c обозначает межзубной спирант [ð], g задненёбный сонант [ŋ], q — сочетание [ⁿɡ], b и d произносятся как [ᵐb] и [ⁿd]. Диграф dr передаёт постальвеолярный [ⁿd̠], а иногда дрожащий [ᶯɖʳ].
Гласные a e i o u имеют строгое соответствие МФА, но долгота гласных на письме обычно не обозначается, за исключением словарей и учебников, где используется макрон.
Ударение падает на любой долгий гласный или дифтонг, или на предпоследний гласный: tū [ˈtuː] «стоять», kau [ˈkau] «дерево», gone [ˈŋone] «ребёнок», tagane [taˈŋane] «мужчина». В длинных словах акцентизируется последнее ударение, в остальных — второстепенное ударение: itukutuku [iˌtukuˈtuku] «рассказ», kedatou [ˌkeⁿdaˈtou] «мы трое».

### История
Создание письменной формы фиджийского языка связано с появлением на островах Фиджи христианских миссионеров. Важнейший вклад внёс шотландский миссионер Дэвид Каргилл (англ. David Cargill), который разработал фиджийскую орфографию, основанную на тонганском языке, который, в свою очередь, базировался на таитянском языке. Первые переводы христианских книг были сделаны на диалекте островов Лау. Впоследствии появились переводы на диалектах островов Сомосомо, Рева и Мбау. Постепенно появились потребность в разработке основной литературной формы фиджийского языка. За основу был взят диалект острова Мбау, одного из наиболее могущественных островов на тот период.

## Лингвистическая характеристика

### Фонология

#### Согласные
Таблица согласных фонем фиджийского языка выглядит следующим образом:
|                 | Губные | Губные | Переднеязычные | Переднеязычные | Среднеязычные | Среднеязычные | Заднеязычные | Заднеязычные |
| --------------- | ------ | ------ | -------------- | -------------- | ------------- | ------------- | ------------ | ------------ |
| Носовые         |        | /m/    |                | /n/            |               |               |              | /ŋ/          |
| Взрывные        | (/p/)  | /ᵐb/   | /t/            | /ⁿd/           |               |               | /k/          | /ᵑɡ/         |
| Фрикативные     | (/f/)  | /β/    | /s/            | /ð/            |               |               | (/x/)        |              |
| Дрожащие        |        |        |                | /r/            |               |               |              |              |
| Дрожаще-носовые |        |        |                | /ᶯɖʳ/          |               |               |              |              |
| Аппроксиманты   |        |        |                | /l/            |               | /j/           |              | /w/          |

Звуки [p] и [f] встречаются только в словах иноязычного происхождения. Звук [x] встречаются только в отдельных регионах Фиджи.
В языке имеются серии преназализованных взрывов, но отсутствуют звонкие взрывные согласные ([b], [d], [g]).

#### Гласные
Гласные фонемы:
| Монофтонги | Краткие  | Краткие | Долгие   | Долгие |
| Монофтонги | Передние | Задние  | Передние | Задние |
| ---------- | -------- | ------- | -------- | ------ |
| Верхние    | /i/      | /u/     | /iː/     | /uː/   |
| Средние    | /e/      | /o/     | /eː/     | /oː/   |
| Нижние     | /a/      | /a/     | /aː/     | /aː/   |

#### Дифтонги
| Дифтонги | [i]-образные | [u]-образные |
| -------- | ------------ | ------------ |
| [i]-     |              | /iu/         |
| [e]-     | /ei/         | /eu/         |
| [o]-     | /oi/         | /ou/         |
| [a]-     | /ai/         | /au/         |

### Морфология

#### Существительные
Различаются три лица, однако одушевлённые и неодушевлённые существительные не различаются. В фиджийском четыре числа: единственное, двойственное, паукальное и множественное.

#### Местоимения
Система местоимений фиджийского языка достаточно богата по сравнению с остальными австронезийскими языками. Они отличаются по числу и клюзивности.

### Синтаксис
Базовый порядок слов фиджийского языка — VOS, то есть глагол-объект-субъект.